# Jean-Louis Emmanuel Augustin de Cambon
Jean-Louis Emmanuel Augustin de Cambon, seigneur de Labastide, né à Toulouse le 14 mai 1737 et mort à Toulouse le 19 septembre 1807, est un magistrat français, premier président du parlement de Toulouse entre 1787 et 1789.

## Biographie
Emmanuel de Cambon est issu d'une famille de la noblesse de robe originaire de Coubisou, dans le Rouergue. Son trisaïeul, Jean de Cambon, est notaire à Cabrespines, son bisaïeul, Nicolas de Cambon, conseiller au présidial et sénéchaussée de Rouergue. Son aïeul, Balthazar de Cambon (mort en 1666), devient conseiller au parlement de Toulouse.
Son père, Balthazar Emmanuel de Cambon (1707-1767), est conseiller au parlement de Toulouse. Sa mère, Louise de Sers (morte en 1791) est issue d'une famille du Volvestre. Emmanuel naît le 16 mai 1737. Il est le frère ainé de deux sœurs, Pauline (1747-1779) et Julie (1754).
Il suit la carrière familiale, puisque, le 12 juin 1758, à seulement 21 ans, il est conseiller au parlement puis, en 1762, avocat général. Le 20 novembre 1770 , il épouse Dorothée-Étiennette Riquet de Bonrepos (née en 1744), fille du procureur général Jean Gabriel Amable Alexandre de Riquet (1709-1791), baron de Bonrepos, et de Marie Catherine Charlotte de Maupeou d'Ableiges, arrière-petite-fille de Pierre-Paul Riquet. Elle était veuve de l'avocat général de Malaret de Fontbeausard. Elle fut une des dernières victimes du tribunal révolutionnaire de Paris, exécutée le 26 juillet 1794 (8 thermidor), la veille de la chute de Robespierre.
Il occupe les charges de président à mortier en 1779 et de procureur général en 1786, avant d'être nommé premier président le 18 décembre 1787. Il a émigré après 1793 et revient en France en 1802.
Il put échapper aux poursuites dirigées pendant la Terreur contre les parlementaires toulousains. Mis sur la liste des suspects, il se cache d'abord à Paris mais son épouse est arrêtée avec sa fille âgée de seize ans parce qu'elle refuse de donner la moindre indication qui put mettre sur la trace de son mari. Accusée de comploter, elle est condamnée et exécutée. Il réussit à émigrer juste à temps avec ses fils et ne revient en France qu'en 1802.

## Descendants
- Louis-Alexandre de Cambon[1] : né le 23 septembre 1771 à Toulouse, mort le 22 mai 1837 à Paris. Il a suivi la carrière de son père dans la magistrature au parlement de Toulouse. Il a quitté la France avec son père en 1793 et est revenu en 1802. Président du collège électoral de la Haute-Garonne, il a complimenté Napoléon Ier après son mariage avec Marie-Louise, en 1811. Il est fait baron d'Empire. Conseiller à la cour impériale de Toulouse, il se rallie à la monarchie après la chute de l'Empire. Il est nommé président de la cour royale de Toulouse en 1818 et est décoré de la Légion d'honneur en 1822. Il est élu en 1827 député du Tarn et devient premier président de la cour royale d'Amiens. Il est réélu en 1830. N'étant pas hostile à la monarchie de Juillet, il est élevé à la dignité de pair de France en 1835.
- Jean-François-Auguste de Cambon[2] : né à Toulouse le 26 mars 1774, mort le 9 janvier 1836 à Toulouse. Il a émigré avec sa famille et est revenu en France en même temps qu'elle. Au moment de la Restauration, il est entré dans la "maison du roi", a fait la campagne de la Drôme avec le duc d'Angoulême, pendant les Cent-Jours, puis a été attaché à l'état-major de la place de Paris. Il a été élu député de la Haute-Garonne en 1824 il s'oppose au ministère Villèle. Il est réélu en 1827 et fut vice-président de la Chambre des députés. Réélu en 1830, il ne fut pas élu en 1831.
- Pauline de Cambon : née le 30 janvier 1776, morte en 1842. Elle s'est mariée en 1795  avec Félix Alphonse Martin d'Ayguesvives (1769-1826), à qui sa mère l'avait confiée en prison avant de mourir sur l'échafaud des révolutionnaires, et qui fut plus tard Procureur général à la Cour royale de Toulouse.